# Cykliny

Cykliny – grupa białek biorących udział w regulacji cyklu procesów związanych z podziałem komórki.
Przy przechodzeniu komórki przez fazy G1, G2 i S gwałtownie wzrasta poziom cyklin typu D, A, E i w końcu B. Te cykliny łączą się ze swoimi kinazami cyklinozależnymi (Cdk) i aktywują je. Istnieją także inhibitory kinaz cyklinozależnych (cdki).
Cyklina D1 występuje w zwiększonej ilości w komórkach niektórych nowotworów. Cyklina ta bierze udział w naprawie DNA uszkodzonego np. promieniowaniem. Odporność komórek na promieniowanie jest istotna w radioterapii.